# Día Mundial contra la Hepatitis
El Día Mundial contra la Hepatitis es una jornada internacional que se celebra el 28 de julio desde 2011. Se estableció en 2010 por la Organización Mundial de la Salud (OMS).

## Proclamación
El primer Día Internacional de Concienciación sobre la Hepatitis C tuvo lugar el 1 de octubre de 2004, coordinado por varios grupos de pacientes europeos y de Oriente Medio. Sin embargo, las diferentes celebraciones del día de la hepatitis se realizaban en diferentes fechas. En 2008, la Alianza Mundial contra la Hepatitis (WHA), en colaboración con grupos de pacientes, declaró el 19 de mayo como el primer Día Mundial de la Hepatitis.Durante la 63.ª Asamblea Mundial de la Salud en mayo de 2010, se adoptó una resolución que cambió la fecha al 28 de julio y otorgó al Día Mundial contra la Hepatitis un reconocimiento global para convertirse en el referente principal para los esfuerzos de sensibilización a nivel nacional e internacional. Esta decisión fue tomada con el propósito de intensificar la educación y la información sobre las hepatitis virales, reconociéndolas como un grave problema de salud pública global. El día busca fomentar la adopción de medidas médicas de prevención, control, diagnóstico y tratamiento de las hepatitis, así como impulsar iniciativas y estrategias globales en el sector salud. Esta integración de esfuerzos se ha prolongado en el tiempo, y las actividades organizadas WHA, los gobiernos nacionales y las Oficinas Regionales y de País de la OMS se alinean para llegar al objetivo final de erradicar la enfermedad en el 2030

## Celebración
Este día se celebra cada 28 de julio en conmemoración de la fecha de nacimiento del Dr. Baruch Blumberg, descubridor del virus y desarrollador de la primera vacuna contra la hepatitis B. Esta elección simboliza el progreso y el compromiso continuo con la lucha contra las hepatitis virales. La primera celebración tuvo lugar en el año 2011, enfocada en sensibilizar a gobiernos y poblaciones sobre la importancia de combatir estas enfermedades.
El Día Mundial contra la Hepatitis se celebra ahora en más de 100 países cada año mediante eventos como, campañas de carteles, demostraciones, conciertos, programas de entrevistas, flash mobs y campañas de vacunación, entre otros. La OMS y la WHA publican un informe que detalla los eventos realizados en todo el mundo.

## Temas
- 2011: La hepatitis afecta a todos, a todas partes. Conócela. Afróntala[8]
- 2012: Están más cerca de lo que crees[9]
- 2013: Afrontar una epidemia silenciosa[10]
- 2014: Piénselo de nuevo[11]
- 2015: Prevenir la hepatitis, actuar ya[12]
- 2016: Conoce la hepatitis y actúa ya[13]
- 2017: Eliminar la hepatitis[14][15][16]
- 2018: Hepatitis. Es hora de diagnosticar, tratar y curar[17][18]
- 2019: Invertir en la eliminación de las hepatitis[19]
- 2020: Un futuro sin hepatitis[20]
- 2020: Find the Missing Millions,[21]('Encuentra los millones que faltan')
- 2021: La hepatitis no puede esperar[22][23]
- 2022: Una atención contra la hepatitis más cerca de ti.[24]
- 2022: I Can’t Wait,[25]('No puedo esperar')
- 2023: Una vida, un hígado.[26][27]
- 2023: We’re Not Waiting,[28]('No estamos esperando')